# Entamoeba coli
Espèce
Classification NCBI
Entamoeba coli est une espèce d'amibe non pathogène, commensale fréquente du tube digestif de l'homme. En parasitologie, Entamoeba coli (à ne pas confondre avec la bactérie Escherichia coli) présente l'intérêt de faire un diagnostic d'espèce car elle est semblable, en microscopie optique, au parasite Entamoeba histolytica responsable de l'amibiase. C'est pour cette raison que des techniques de biologie moléculaire ont été développées pour distinguer les amibes pathogènes des amibes non pathogènes retrouvées lors d'un examen parasitologique des selles.

## Traitement
De même qu'Entamoeba dispar, Entamoeba coli ne provoque pas de syndrome dysentérique ni d'amibiase hépatique, il n'est donc pas de traitement indiqué quand elle est retrouvée dans le tube digestif.

## Systématique
Cette espèce comporte deux synonymes : 
- Amoeba coli Grassi, 1879
- Endamoeba coli (Grassi, 1879)